# Alpenvorland

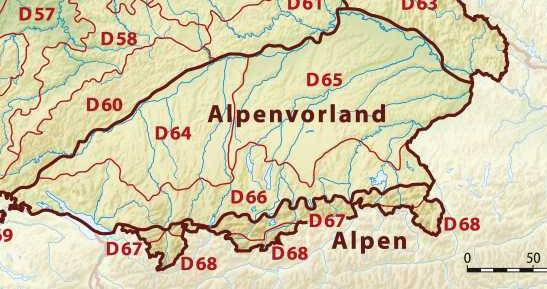
Abgrenzung des Alpenvorlandes in Süddeutschland

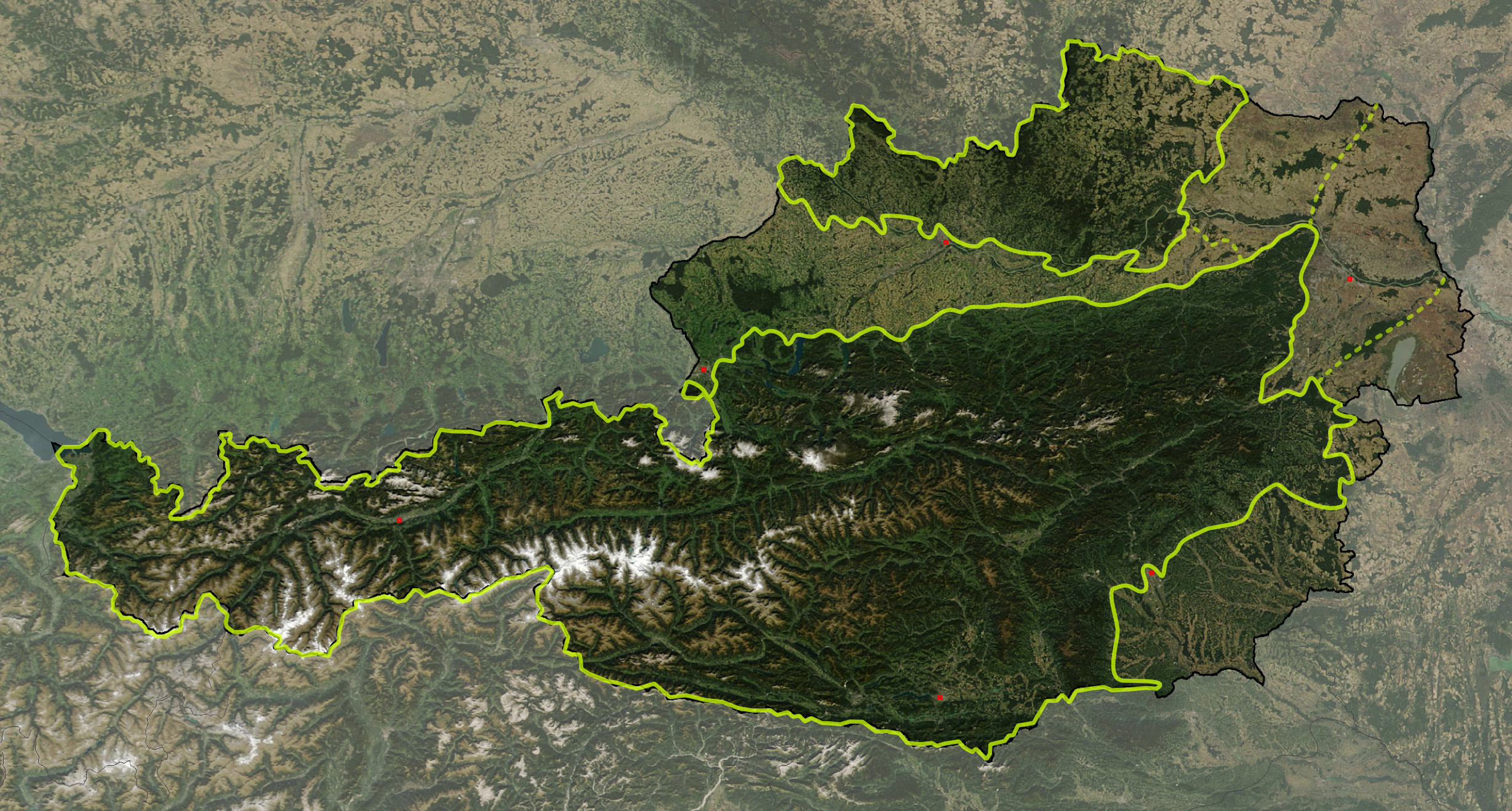
Das österreichische Alpenvorland, geteilt durch Karpatenvorland und Wiener Becken

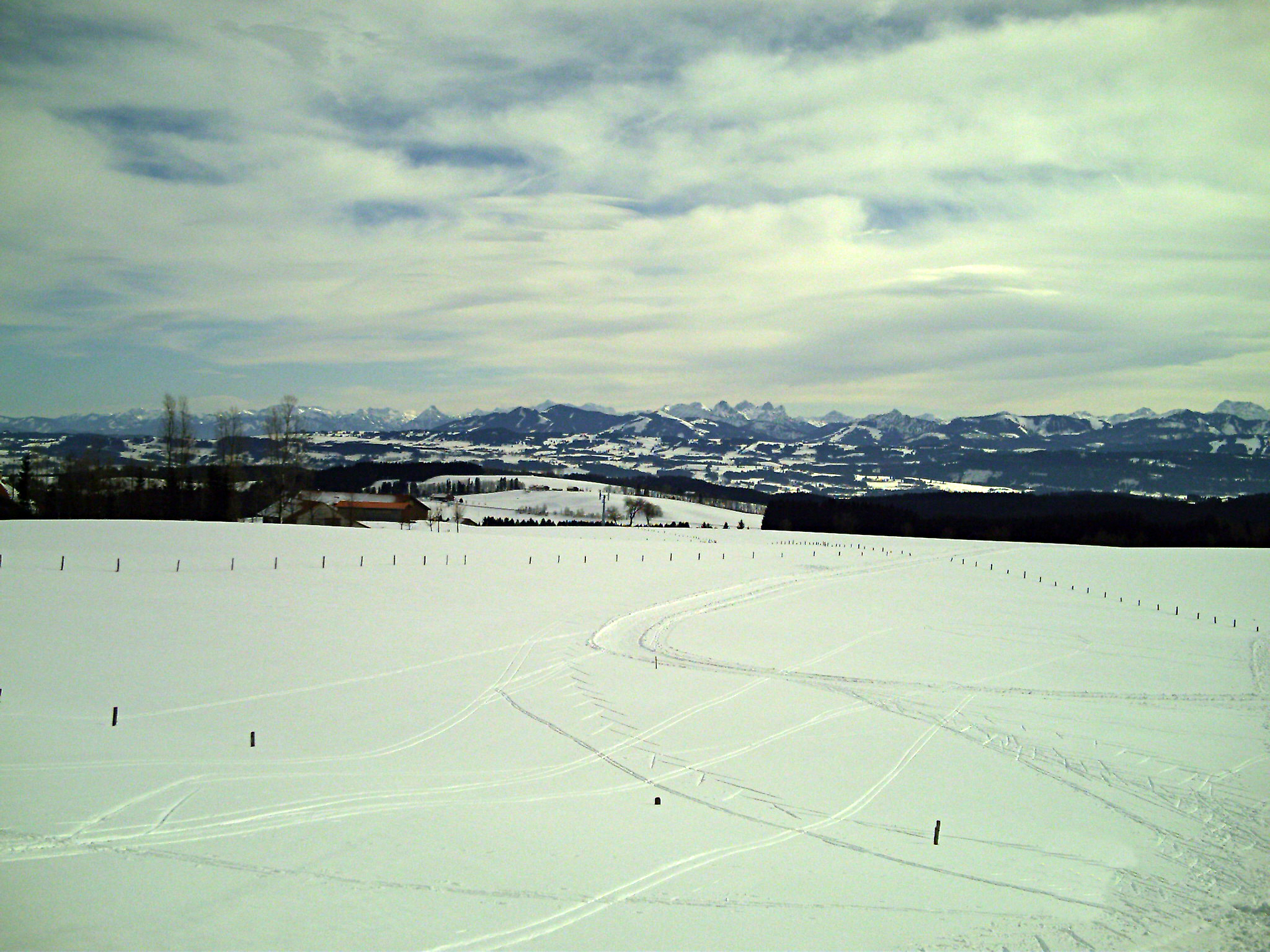
Alpenvorland bei Kempten im Allgäu

Als Alpenvorland bezeichnet man das Hochland rund um die Alpen.

## Gliederung
- Nördliches Alpenvorland: nördliche Schweiz und Gebiete Deutschlands zwischen Donau (bzw. Schwäbische Alb, Fränkische Alb, Bayerischer Wald) und Nordalpen
  - Schweizer Mittelland, zwischen Jura und Alpen vom Genfersee bis zum Bodensee
  - Deutscher Naturraum Alpenvorland
    - Naturraum Haupteinheitengruppe (D64) Donau-Iller-Lech-Platte
    - Naturraum Haupteinheitengruppe (D65) Unterbayerisches Hügelland und Isar-Inn-Schotterplatten
    - Naturraum Haupteinheitengruppe (D66) Bayerisches Alpenvorland

  - Österreichisches Alpenvorland: hpts. Molassezone in Ober- und Niederösterreich
    - Salzburger Alpenvorland im nördlichen Flachgau bis zum Innviertel
    - Oberösterreichisches Alpenvorland
    - Niederösterreichisches Alpenvorland

  - Östliches und südöstliches Alpenvorland zwischen dem Alpenostrand und dem pannonischen Becken (hpts. Marchfeld, Wiener Becken, Steiermark und östliches Pannonien)
- Französisches Alpenvorland
  - In der Region Auvergne-Rhône-Alpes in etwa die Gebiete, welche durch die Westalpen, den Französischen Jura, die Region Beaujolais sowie die nördlichen Ausläufer des Zentralmassives begrenzt sind, einschließlich Rhone- und Saône-Tal, die nördliche Dauphiné sowie die südliche Bresse (Bresse savoyarde)
  - In der Region Provence-Alpes-Côte d’Azur alle Gebiete zwischen dem Mittelmeer im Süden, den Westalpen im Osten sowie dem Zentralmassiv im Osten
- Südliches Alpenvorland, auch Italienisches Alpenvorland, zwischen Alpen und der Poebene

## Begriffsklärung, Geologie
Alpenvorland bezeichnet in der Geomorphologie die Regionen rund um die Alpen, in denen die Grundgebirge (Granit, Gneis) sowie die Gesteine aus der Jura und Triaszeit an der Oberfläche großflächig von Sedimenten aus dem Tertiär und Quartär abgelöst werden oder überdeckt sind, welche später im südlichen Teil wiederum von eiszeitlichen Veränderungen überprägt wurden. Dagegen steht auch Voralpenland in regionalgeographischem Zusammenhang.

### Nördliches Alpenvorland
- Vor etwa 150 Millionen Jahren (Grenze Jura-Kreide) bildeten sich langsam die Vorläufer der Alpen heraus, da die afrikanische Kontinentalplatte nach dem Auseinanderbrechen von Pangäa begann, sich auf die europäische Kontinentalplatte zuzubewegen. Der Ozean zwischen den Kontinentalplatten (ein Ausläufer der Thetys) wurde dabei durch Subduktion zu großen Teilen unter die afrikanische Kontinentalplatte gedrängt. Beim Aufeinanderprallen der afrikanischen und europäischen Kontinentalplatte begann sich die afrikanische Platte auf die europäische aufzuschieben. Durch den enormen Druck kam es zu Faltungen der Gesteinsschichten, die wir heute Alpen nennen. Der Großteil der alpidischen Gebirgsbildung fand vor etwa 50 – 2,6 Millionen Jahren statt.[1] Der durch die Aufschiebung gebildete Trog (Molassebecken) bildet heute das Gebiet des Nördlichen Alpenvorlandes. Mit der Bildung der Alpen begann auch zeitgleich deren Erosion durch Wind und Wasser (Gesteinskreislauf). Durch die Erosion wurden der Tertiärzeit (ca. 66–2,5 Mio. Jahre vor heute) bis zu 5000 Meter mächtige Sedimente aus Schluff und Ton („Tegel“, „Schlier“), Sand und Geröll in dem Molassebecken abgelagert. Der Trog wurde so gewissermaßen durch die Erosion der Alpen aufgefüllt. Durch wechselnde Phasen der Überflutung und Verlandung unterlag die damalige Landschaft einem großen Wandel. Da die Region in der Tertiärzeit noch näher am Äquator lag, bildeten sich in den verlandeten Teilen des Beckens etwa vor 30 Millionen Jahren immer wieder tropische und subtropische Wälder aus.[2]  Durch die spätere Überlagerung dieser üppigen Vegetation mit Meereswasser und abgetragenen Sedimenten sowie durch die weitergehende Überschiebung der afrikanischen Kontinentalplatte über die europäische wurde ein hoher Druck auf die Pflanzenreste ausgeübt, welcher schließlich zu deren Verkohlung führte. Aus dieser Zeit stammen demnach die Vorkommen an Pechkohle, die im 19. und 20. Jahrhundert in Peißenberg und Penzberg abgebaut wurden.

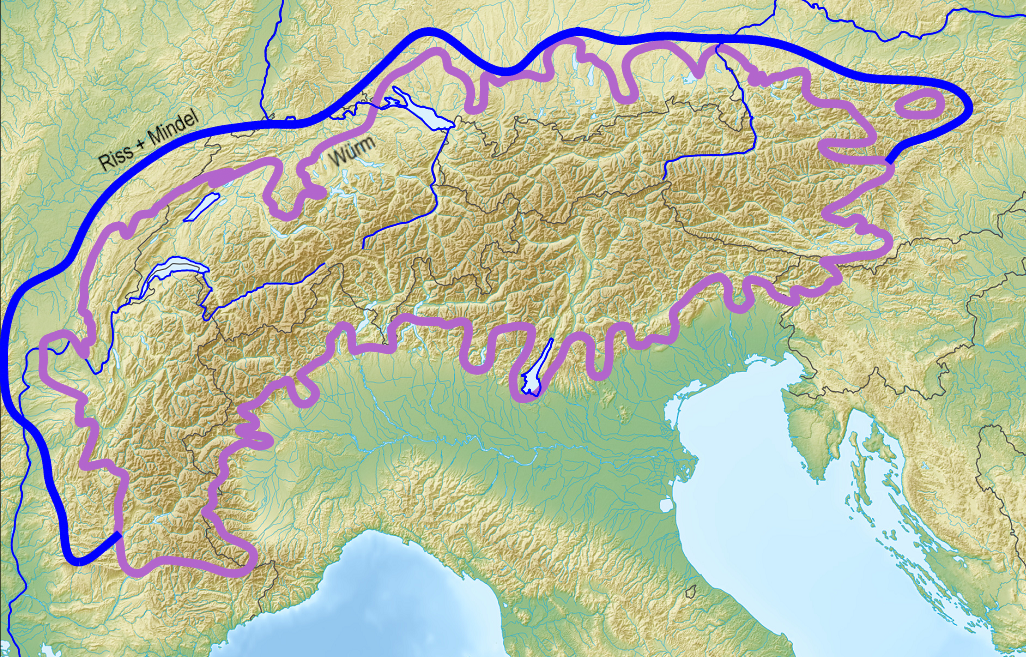
Ausdehnung der Mindel- und Riß-Vereisung (blau) im Vergleich zur Eisausdehnung der Würmkaltzeit

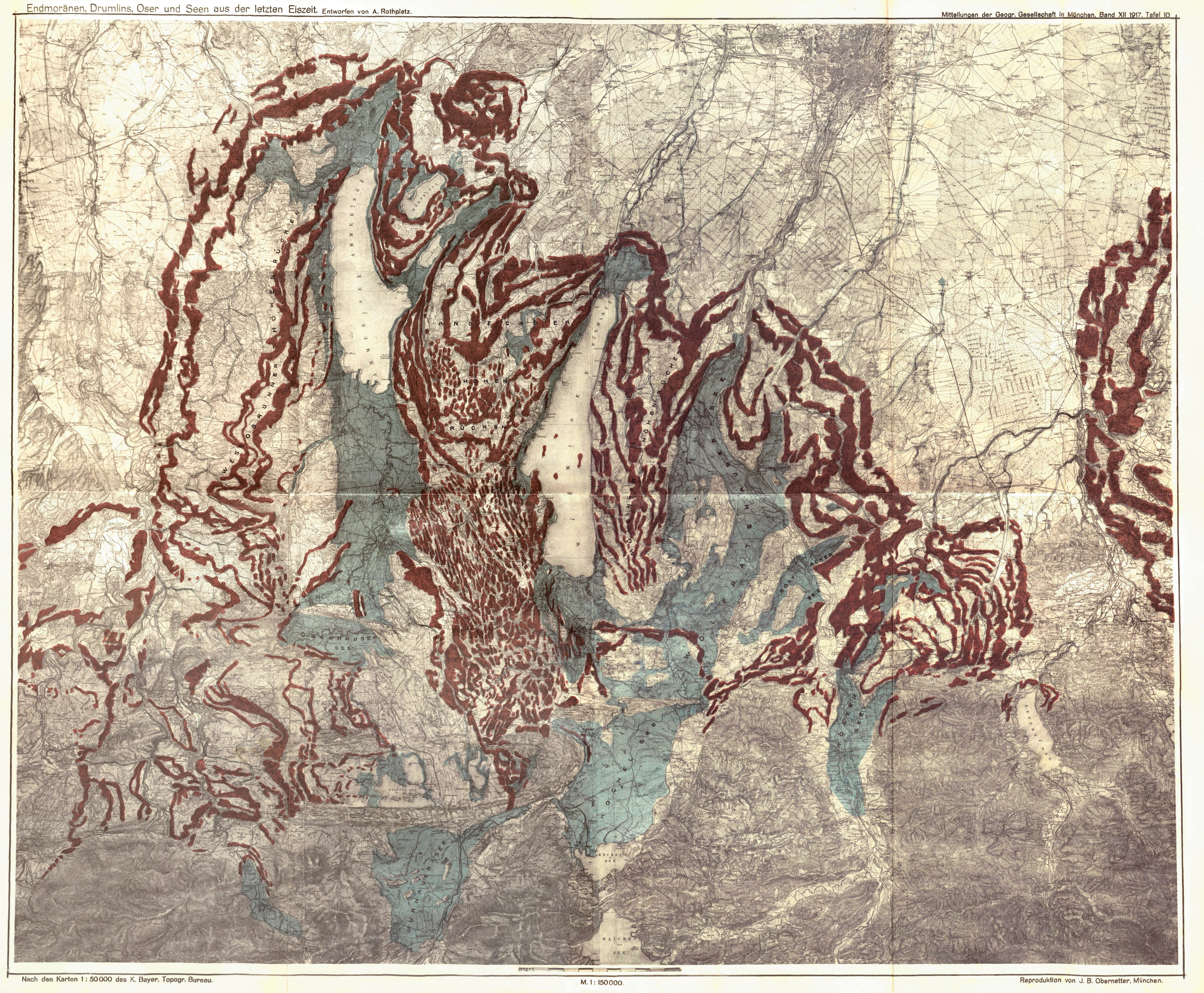
Maximale Ausdehnung des Isar-Loisach-Gletschers in der Würm-Kaltzeit mit Moränenstrukturen (rot) und Gletscherseen (blaugrün). Gezeigt sind jeweils die maximalen Ausdehnungen und keine Momentaufnahme. August Rothpletz, 1917

- Während in einem Streifen, der etwa von Dachau bis Ingolstadt reicht, die im Tertiär abgelagerten Molassegesteine auch heute noch den direkten Untergrund bilden verdankt der südlichere Teil des nördlichen Alpenvorlands seine heutige Gestalt insbesondere den Eiszeiten, die vor etwa 2,6 Millionen Jahren einsetzten und den Beginn des Quartär markieren. In den Eiszeiten bahnten sich wiederholt Gletscher aus den Zentralalpen (beispielsweise dem Ötztal) ihren Weg durch die nördlichen und südlichen Teile der Alpen bis weit ins Alpenvorland hinein. Dabei hobelten sie die durch Flüsse vorgeformten Täler zu breiten Trogtälern aus (Inntal, Isartal, Loisachtal, Ammertal, Lechtal). Auch in den Gebirgsbereichen, die nicht durch Flüsse vorgeformt waren, hinterließen sie deutliche Spuren, so etwa zwischen Jochberg und Herzogstand von wo aus die Hauptzunge des Isar-Loisach-Gletschers in das Alpenvorland stieß.[3] Je nach Festigkeit und Widerstandsfähigkeit wurde der Untergrund des Alpenvorlands unterschiedlich tief von den Gletschern ausgeschürft. Diese Ausschürfungen lassen sich auch heute noch anhand von topografischen Karten und Reliefkarten sehr gut nachvollziehen und zeigen die Vorstöße der (insbesondere in der Würm-Kaltzeit) vorgestoßenen Gletscherzungen an. Die so ausgeschürften Becken des Alpenvorlandes werden seitdem durch die in sie mündenden, Abtragungsschutt aus den Alpen transportierenden Flüsse sowohl mit Wasser als auch mit Schutt aufgefüllt. Die noch nicht verlandeten Gebiete bilden dabei einige Seen des Alpenvorlandes (Ammersee, Starnberger See, Staffelsee, Chiemsee, Wörthsee, Tegernsee, Pilsensee), während die relativ frisch mit Seeton aufgefüllten (und dadurch weitgehend wasserstauenden) Gebiete die Moorlandschaften des Alpenvorlandes bilden (u. a. das Murnauer Moos und Weilheimer Moos). Da der Starnberger See kaum Zuflüsse besitzt verlandet er sehr langsam und ist deshalb mit 128 m deutlich tiefer als die anderen Seen des Alpenvorlandes. Toteisseen wie die Osterseen bei Iffeldorf entstanden dagegen nicht primär durch Ausschürfung, sondern durch große Eisblöcke, die beim Abschmelzen von der Hauptzunge des Gletschers abgetrennt wurden und heute teilweise vom Grundwasser gespeist werden. Während die eiszeitlichen Gletscher also Teile des Vorlandes zu Seengebieten ausschürften bildeten sich an den Rändern der Gletscher sogenannte Moränenwälle. Diese entstehen dadurch, dass der Gletscher das abgetragene Gesteins- und Erdmaterial vor sich herschiebt (Endmoräne) und an den Seiten ablagert (Seitenmoräne). Halten sich der Nachschub an Gletscher und das Abschmelzen die Waage häufen sich an den Gletscherrändern durch Wind und Schmelzwassersand mächtiger werdende Schuttberge an. Auch unterhalb des Gletschers können durch im Gletscher verlaufende Bäche und Hohlräume sog. Grundmoränen abgelagert werden. Die End-, Seiten- und Grundmoränen der Gletscher sind der Ursache für einen Großteil der Hügel im Alpenvorland. Je nach Bedingungen bilden sich auch besondere Moränenformationen heraus, so etwa im Eberfinger Drumlinfeld, wo die tropfenförmigen länglichen Hügel die Hauptstoßrichtung der Gletscherzungen anzeigen.
- Die größte Ausdehnung erreichten die Gletscher vor etwa 460.000–400.000 Jahren (Mindel-Kaltzeit) und vor 150.000 Jahren (Riß-Kaltzeit). Die Gletscherzungen reichten damals bis fast nach München. Für die heutige Gestalt der Landschaft des nördlichen Alpenvorlands sind aber besonders die Gletschervorstöße der letzten Kaltzeit verantwortlich, die etwa von 115.000 – 15.000 Jahren vor heute andauerte (Würm-Kaltzeit). Auf jede Kaltzeit folgt eine Warmzeit, in welcher die Gletscher sich wieder zurückziehen. Beim Abschmelzen der einige hundert Meter mächtigen Gletscher wurden große Mengen an Schmelzwasser und vom Gletscher mitgeführter Schotter freigesetzt, die dann – meist den Flussverläufen folgend – in Richtung Norden abflossen. Die Schottermassen lagerten sich entsprechend nördlich der Gletschergebiete ab und schufen so die ausgedehnte Münchener Schotterebene, die nach Norden hin an die Molasseschichten aus dem Tertiär angrenzt. Die Flüsse gruben sich im Laufe der Jahrtausende immer tiefer in die Schotterschichten und sogar in die Molasseschichten ein und schufen so charakteristische Terrassen, wie sie etwa bei Apfeldorf nachzuvollziehen sind.[4] Nördlich der Molasseschichten bilden mit der Schwäbischen und Fränkischen Alb im Wesentlichen die nicht in den Molassetrog einbezogenen Gesteinsschichten aus der Jura und Kreidezeit den Untergrund.[5]
- In den Warmzeiten konnten Pflanzen und Tiere die vom Gletscher freigegebenen Lebensräume besiedeln. Durch die großen Unterschiede der Böden (Moore, Auen, kalkarme/kalkreiche Böden etc.) gibt es im nördlichen Alpenvorland eine außergewöhnliche Vielfalt an verschiedenen – auch seltenen – Pflanzen- und Tierarten. Diese hatten wiederum Einfluss auf die Geologie und trugen beispielsweise durch das beim Stoffwechsel anfallende Kohlendioxid zur Bildung der charakteristischen Kalktuffe bei, welche für die kulturelle Entwicklung der Region von Bedeutung sind.
- An Bodenschätzen findet man Braunkohle, Erdöl und Erdgas. Der Südrand ist im Gegensatz zur Vorlandmolasse von den Deckenüberschiebungen der Alpen stark überprägt (Subalpine Molasse). Dabei wurde der bereits vorher abgelagerte Molasseschutt durch spätere Überschiebungen aufgefaltet und verfestigt. Diese Überschiebungen hatten die Bildung von Hügeln und kleineren Bergen zur Folge, die durch ihre Festigkeit von den später vordringenden Gletschern nicht abgetragen werden konnten. Unter ihnen sind der Peißenberg, Berg bei Huglfing, der Auerberg bei Bernbeuren, der Tischberg, Taubenberg und Irschenberg zu nennen.
- Das östliche und südöstliche, das italienische wie auch das französische Alpenvorland sind stark überprägte Ränder des alpinen Deckensystems.

## Geschichtliche Bedeutung
Historisch betrachtet ist das Alpenvorland eine Region von besonderem Interesse, da an den Austritten von Flüssen aus den Alpen wegen der günstigen Lage an Transportwegen (Flusstäler), guten ebenen Böden und leicht verteidigbarem Randgebirge Städte gegründet wurden und sich gut entwickeln konnten, Beispiele sind Salzburg, Graz, Görz, Verona und Mailand.

## Morphologie
| Seen- und Moränenland | Schotterebenen | Tertiärhügelland |
| Entstehung: | Entstehung: | Entstehung: |
| --- | --- | --- |
| Vereisungsgebiete, die das Gebirgsland girlandenförmig umgeben: Eismassen aus den Alpen (Riß- und Würmkaltzeit) breiteten sich Richtung Norden aus und ebneten Land vor den Alpen ein am Alpenrand: Ausschürfungen der Eiszungen (Zungenbecken), heute mit Wasser gefüllt (Gletscherrandseen) | Abschmelzen der Eismassen in den Zwischeneiszeiten: - Geschiebe (Steine, Schotter und anderes mitgeführtes Material) abgelagert durch geringe Transportkräfte der Flüsse - durch Sohlentäler in lange Platten geschnitten | Anhebung grober und feiner verfestigter Sedimente im Tertiär keine Vereisung; Angewehtes feines Gesteinsmaterial aus den Schotterebenen (Lössablagerungen) |
| Relief: | | |
| - Einebnungen: - grob flächig im Zungenbecken - kuppige Grundmoräne, Becken durch Randmoränen getrennt (diese Überprägung auch inneralpin) - bewaldete Endmoräne - vermoorte & verlandete Seen - Drumlinschwärme (kleine Hügel)                                                               | - ebene Fläche in Richtung Alpen abflachend - Schotterterrassen entlang aller Flüsse | - flachwellig oder hügelig |
| Boden: | | |
| - Parabraunerde - Schotter - Vermoorung (Moos/Ried, Hochmoore) | - Kies - Sand | - Löss - Parabraunerde - Schotter |
| Nutzung: | | |
| - Erholungsgebiet (Tourismus) - Holzindustrie (Möbel/Papier) - Viehzucht | - Ackerbau - Heideland - Kiesabbau (Kieswerke) - Trinkwasser | - Landwirtschaft - Ackerbau |

## Einteilung

### Nördliches Alpenvorland

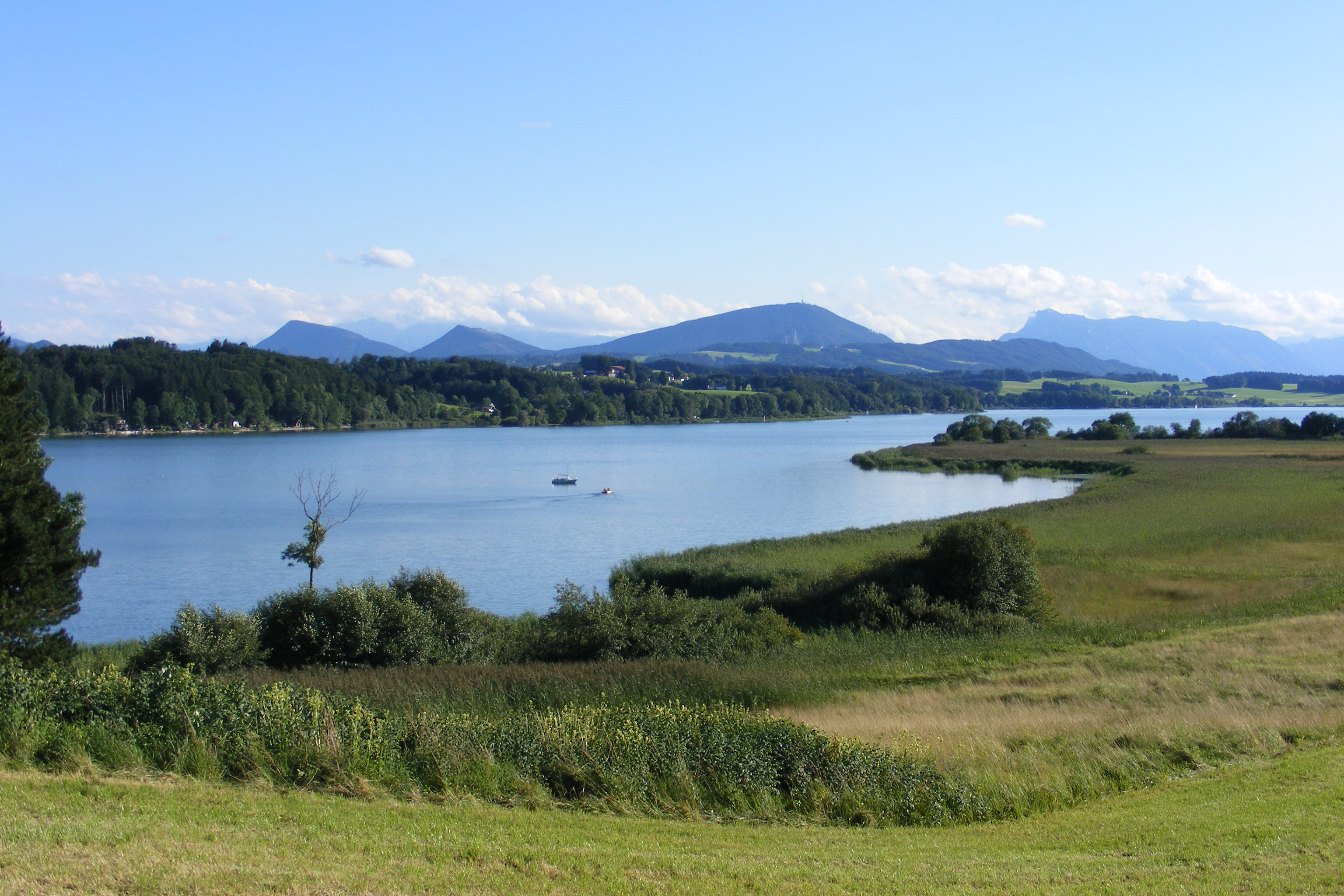
Salzburger Alpenvorland: Wallersee im Salzburger Flachgau

Von den Ausdehnungen her am bedeutendsten ist das nördliche Alpenvorland, das sich in einem weiten, zum Osten hin schmäler werdenden Bogen vom südlichen Schwarzwald über Württemberg und Bayern bis nach Österreich zieht. In den Endmoränenlandschaften im südlichen Teil des nördlichen Alpenvorlandes gibt es viele Seen, die teilweise ins Gebirge hineinragen (Bodensee, Tegernsee, Starnberger See, Chiemsee, Attersee, Mondsee, Traunsee etc.). Das nördliche Alpenvorland ist von teils ebenen, teils hügeligen Wiesenlandschaften und Waldgebieten geprägt. Die südliche Grenze bilden die alpinen und voralpinen Erhebungen; wobei zu beachten ist, dass einige größere Erhebungen weit nach Norden in den flacheren Raum vorgelagert sind, etwa der Auerberg (Allgäu) der Hohe Peißenberg und der Taubenberg in Bayern sowie der Haunsberg im Salzburger Flachgau, der jedoch geologisch bereits zur Flyschzone und damit zu den Voralpen zu rechnen wäre. Im Nordwesten wird die Landschaft durch die Schwäbische Alb, im weiteren Verlauf durch die Donau begrenzt, die das Alpenvorland von den nördlich gelegenen Höhenzügen Frankens sowie Ostbayerns und Österreichs (u. a. dem Granit-und-Gneis-Hochland) trennt. Im Osten endet das nunmehr zum schmalen Streifen gewordene nördliche Alpenvorland vor den Toren des Tullnerfeldes.
Folgende Länder und Regionen haben Anteil am nördlichen Alpenvorland: Baden-Württemberg (Oberschwaben, Bodensee), Bayern (Schwaben, Allgäu, Ober- und Niederbayern südlich der Donau), Salzburg (Flachgau), Oberösterreich (Zentralland, Inn-, Traun- und Hausruckviertel), Niederösterreich (vor allem das Mostviertel).
Auch die Landschaften der nördlichen Schweiz zwischen Alpen und Jura —das Mittelland— können dieser Region zugerechnet werden, obwohl sie dort nicht als „Alpenvorland“ bezeichnet werden. Die höheren Gebiete im Norden zwischen Mittelland und Alpen resp. im Süden zwischen Alpen und Poebene werden in der Schweiz als Voralpen bezeichnet.

### Französisches Alpenvorland
Das Alpenvorland Frankreichs liegt in den beiden Regionen Auvergne-Rhône-Alpes und Provence-Alpes-Côte d’Azur. Es beginnt an der Schweizer Grenze bei Genf als Fortsetzung des Schweizer Mittellandes und erstreckt sich entlang des Rhonetals zwischen den Savoyer Alpen und dem französischen Jura bis zur Metropolregion von Lyon. Hier können streng genommen auch schon die nördlich davon gelegene Bresse savoyarde sowie die Gebiete um den südlichen Lauf der Saône dazu gezählt werden, woran im Osten die Region Beaujolais grenzt. In diesem Teil weist das französische Alpenvorland ziemlich genau die gleichen landschaftlichen Prägungen auf wie das im vorigen Absatz beschriebene nördliche Alpenvorland.
Südlich von Lyon zählen in etwa die Gebiete zwischen den Französischen Kalkalpen im Osten und dem Massif Central im Westen zum französischen Alpenvorland, einschließlich der nördlichen Dauphiné, den Voralpenzügen Vercors und Chartreuse, den Côtes du Rhône, den Provenzalische Voralpen und dem Massif des Maures, das geologisch nicht mehr zu den Alpen gehört.

### Alpenvorland im Osten und Südosten
Am Ostrand der Alpen, ab dem Leithagebirge, umfasst das Alpenvorland den Rand der Kleinen Puszta sowie die Hügelländer des südlichen Burgenlandes und der unteren Steiermark, sowie das oststeirische Hügelland beiderseits der Grenze, um am Krainer Karst zu enden. Dort finden sich Reste vulkanischer Erscheinungen mit vielen Thermalbädern, die touristisch genutzt werden.

### Südliches Alpenvorland
Das südliche Alpenvorland liegt fast vollständig in Italien, der Ostrand erstreckt sich nach Slowenien. Es umfasst als Regionen die Kuppenzüge am Rande der Südlichen Kalkalpen bzw. der Poebene und deren Verlängerung im Osten an den Unterläufen von Etsch, Brenta, Piave, Tagliamento und Isonzo sowie die Hügellandschaften der Lombardei und des Piemont.